# Billezois
Billezois – miejscowość i gmina we Francji, w regionie Owernia-Rodan-Alpy, w departamencie Allier.

## Demografia
Według danych na rok 1990 gminę zamieszkiwało 345 osób, a gęstość zaludnienia wynosiła 22 osoby/km². W styczniu 2015 r. Billezois zamieszkiwało 398 osób, przy gęstości zaludnienia wynoszącej 25,4 osób/km².